# Louis Chevrolet
Louis-Joseph Chevrolet (n. 25 decembrie 1878, La Chaux-de-Fonds, cantonul Neuchâtel, Elveția – d. 6 iunie 1941, Detroit, Michigan, SUA) a fost un pilot de curse american originar din Elveția, cunoscut deoarece a fost cofondatorul companiei auto americane Chevrolet.